# 12084 Унно
12084 Унно (12084 Unno) — астероїд головного поясу, відкритий 22 березня 1998 року.
Тіссеранів параметр щодо Юпітера — 3,380.